# St. Ägidien (Bad Reichenhall)
Die Karmelitenkirche St. Ägidius ist eine denkmalgeschützte katholische Kirche im Stil der Romanik in Bad Reichenhall im Landkreis Berchtesgadener Land. Die Saalkirche wurde ab 1159 erbaut. Im 15. Jahrhundert erfolgte eine Erhöhung und Erweiterung. Nach dem Stadtbrand von 1834 musste sie wieder aufgebaut werden. Zwischen 1978 und 1980 wurde der baufällige Turm abgetragen und neu errichtet, die Höhe des Turmes beträgt 44 m.
Zwei bogenförmige Verbindungsgänge über das Ägidigäßchen stammen wohl aus dem 15. Jahrhundert.

## Geschichte

### Gründung
Eberhard I. von Salzburg bestätigte am 16. November 1159 bei einem Besuch in Reichenhall dem Bürger Heinrich Lauber die Übergabe der zu erbauenden neuen Kirche an das Stift St. Zeno. Die St.-Ägidius-Kirche sollte auf Initiative der Reichenhaller Bürger als Ergänzung der schon bestehenden St.-Johannes-Kirche als weitere Seelsorgestelle entstehen. Die Kirche musste dem Propst von St. Zeno unterstellt werden, um nicht auf herzoglichem Territorium eine bürgerliche Eigenkirche entstehen zu lassen. 1344 wurde durch das Stift St. Zeno eine tägliche ewige Messe in St. Ägidius eingerichtet, 1378 stifteten mehrere Reichenhaller die sogenannte Mittermesse als weitere tägliche Messe. 

### Umbau und Gotisierung

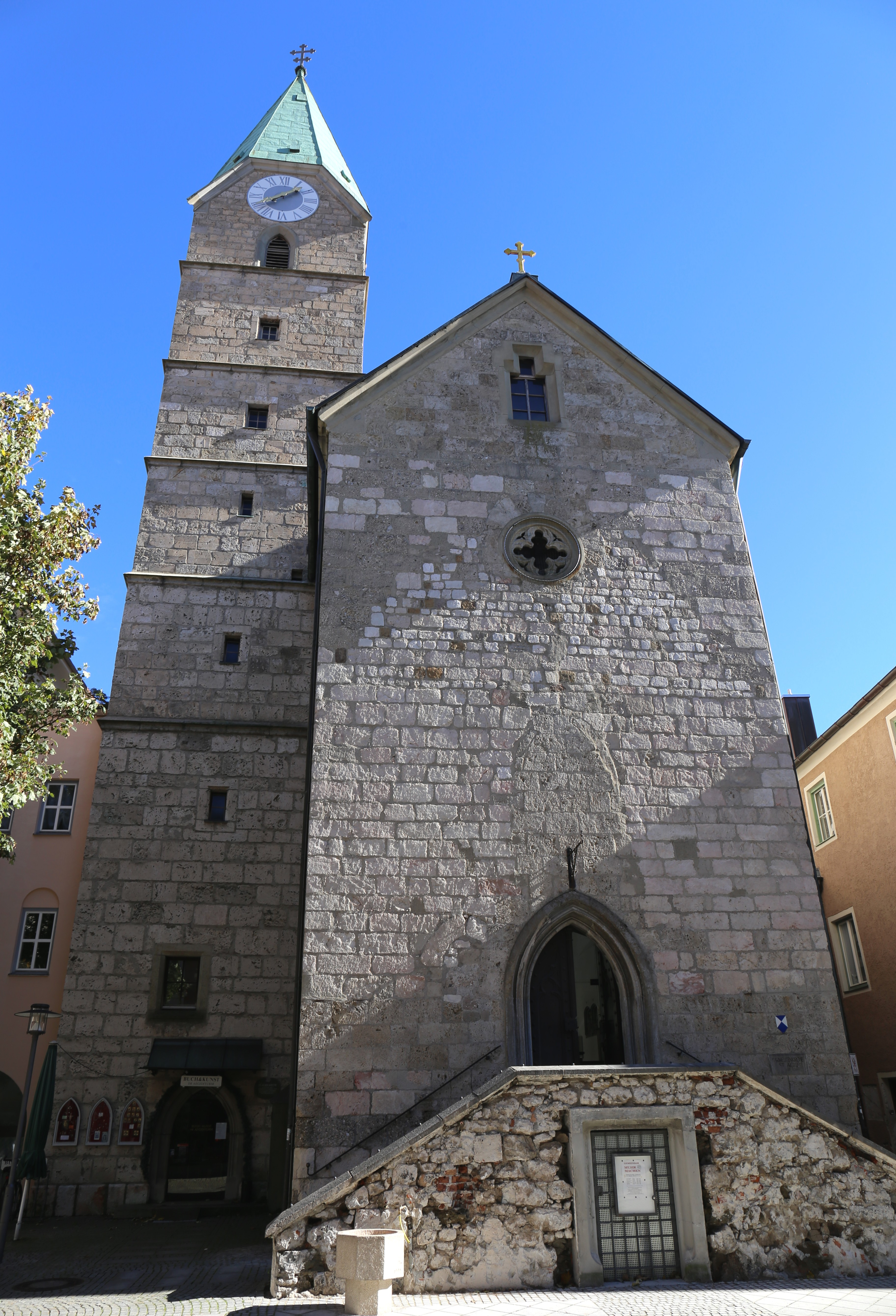
Westfassade mit Spuren unterschiedlicher Mauerhöhen

In der zweiten Hälfte des 15. Jahrhunderts wurde die romanische Saalkirche im heutigen Stil um- und ausgebaut. Die Mauern des Langhauses und der Giebel wurden erhöht, die Flachdecke durch ein gotisches Netzgewölbe ersetzt, die romanische Apsis abgebrochen und eine zeitgenössische Choranlage mit zwei Jochen und einem Fünfachtelschluss eingebaut. Die Chorachse ist wegen Nebenbauten geknickt und der Anbau leicht nach Norden gerückt.

### Errichtung des Kirchturms
1529 wurde an der Nordseite der Kirche der Kirchturm erbaut, der nach der Brandkatastrophe von 1515 als Stadtwachturm auch mit einem Feuerwächter ausgestattet werden sollte. Deshalb erhielt der Turm wohl im 17. Jahrhundert eine geräumige Türmerstube mit Auslugkern und einer Kuppelhaube.
Um 1550 wirkten zeitweise Augustinereremiten aus München und Wels in der Kirche. Anfang des 17. Jahrhunderts hatte die Kirche noch keine Sakristei, aber einen in die Mauer eingelassenen Tabernakel und vier Altäre. Neben dem Hochaltar St. Ägidius befanden sich noch der Achaz- und Rupertaltar im Chorraum und der St.-Magdalenen-Altar auf der Empore.
1625 wurden drei neue Altäre gebaut, die Empore teilweise abgebrochen und der dortige Altar entfernt und das Kirchengestühl erneuert. 1678 wurde eine neue Glocke beschafft, 1713 wurde die Kirche rekonziliert und 1733 wurde ein Kreuzweg errichtet.

### Wiederaufbau nach dem Stadtbrand

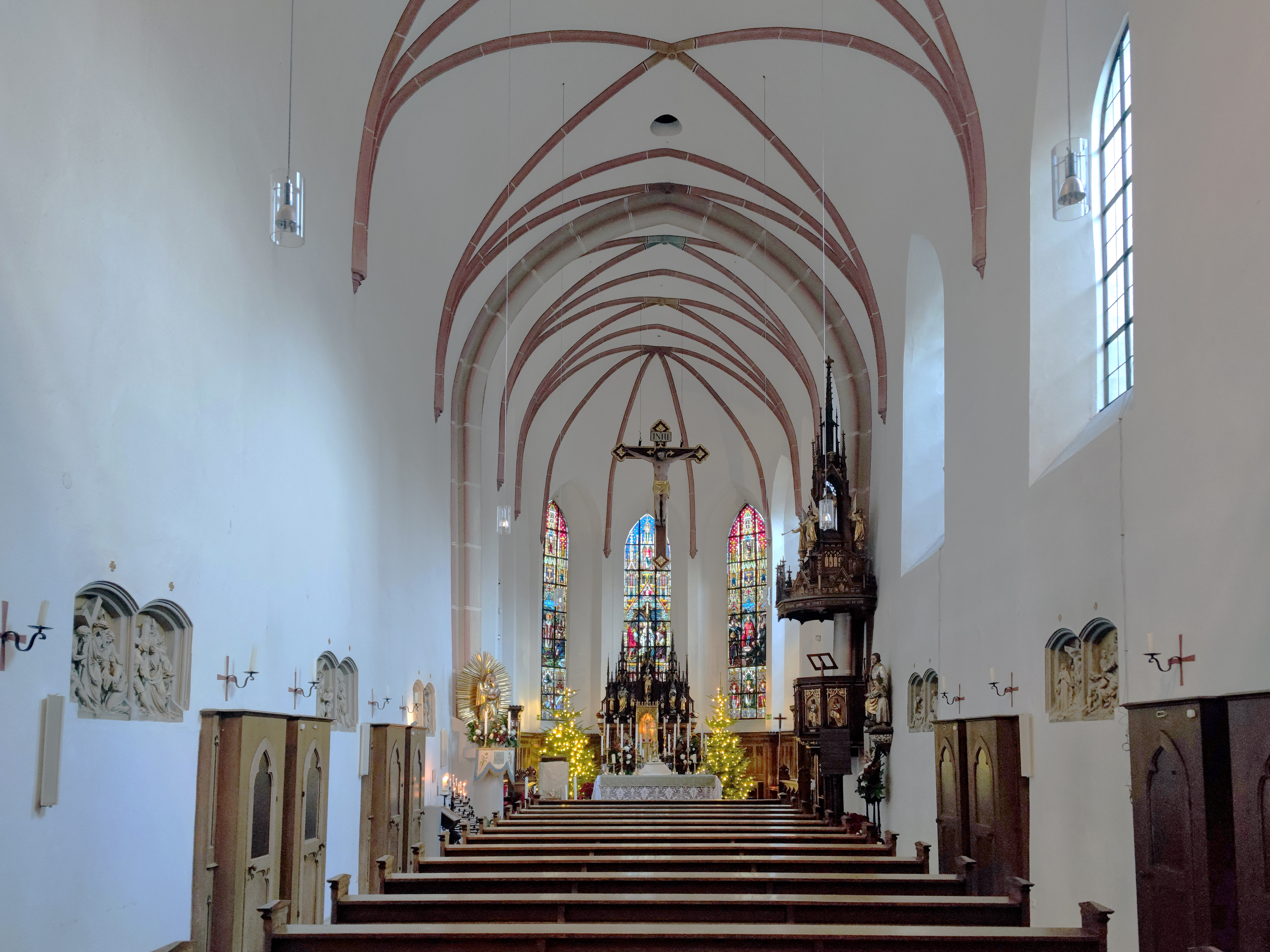
St. Ägidien: Innenraum

Beim Stadtbrand von Reichenhall 1834 wurde die Kirche schwer beschädigt. Augenzeugen berichteten, dass gegen zwei Uhr morgens der Turm der Kirche, von dem der Stadttürmer zuvor noch Alarm geschlagen hatte, in einer riesigen Feuersäule stand, bevor die Kuppel und der Glockenstuhl einstürzten. Der brennende Dachstuhl brachte auch die Gewölbe der Kirche zum Einsturz und die gesamte barocke Einrichtung der Kirche wurde ein Raub der Flammen. 1836 wurden Notdächer auf die Kirche und den Turm gesetzt. Dieser wurde zwischen 1839 und 1841 erhöht und mit einer gotischen Spitze versehen. Zur gleichen Zeit wurden die neuen Gewölbe eingezogen, die Außenmauern verfestigt und der neue Dachstuhl aufgesetzt. 1843 folgte die neue Inneneinrichtung mit drei neuen Altären, Kanzel, Kommunionbank, Orgel sowie Beicht- und Betstühlen in neugotischem Stil. Die Bildhauerarbeiten stammten von Fidelis Schönlaub und die Gemälde von Josef Holzmaier. Am 21. Juni 1847 wurde die wiederhergestellte Kirche durch Erzbischof Karl August von Reisach konsekriert. Zwischen 1877 und 1884 wurde die Kirche mit gemalten Fenstern und einem neuen Kreuzweg ausgestattet und die Seitenaltäre entfernt. Die Entwürfe für das neue Chorgestühl, eine Eichenvertäfelung im Presbyterium und den neuen Hochaltar stammen von Johann Marggraff. Diese Einrichtung ist heute noch größtenteils vorhanden. 1907 wurden das Mauerwerk und das Kupferdach renoviert.

### Klosterkirche, Renovierungen und Neubau des Turms
1934 wurde ein Karmel der Oberdeutschen Provinz in Bad Reichenhall errichtet, in dem Zuge wurde St. Ägidius als Klosterkirche übernommen.
1935 und 1936 wurde der Innenraum durch den örtlichen Kirchenmaler Georg Gschwendtner renoviert, ein neuer Seitenaltar im Chor durch Alois Ehrlich errichtet und eine dritte Glocke angeschafft. 1947 und 1948 wurde eine neue Orgel eingebaut und die Orgelempore erweitert. 1958 kamen zwei neue Glocken als Ersatz für die im Krieg konfiszierten Glocken nach St. Ägidius, im selben Jahr wurde der Innenraum durch Georg Gschwendtner erneut renoviert, in diesem Zuge wurden auch die Kreuzwegstationen überarbeitet. Außerdem wurden vier neue Fenster an der Südseite des Langhauses eingesetzt. Zwischen 1960 und 1964 wurde der Hochaltar renoviert, neue Möbel für die Sakristei und Bänke für die untere Empore angeschafft, das Hauptportal, die Treppenanlage und der Osteingang erneuert. Georg Gschwendner brachte in dieser Zeit an der Ostseite der Kirche das Fresko der apokalyptischen Reiter an. 1976 wurde eine Turmuhr installiert und der gesamte Innenraum renoviert, die Beichtstühle in die Wand eingesetzt sowie Kanzel und Hochaltar überholt. Zwischen 1978 und 1980 wurde der baufällige Turm abgetragen und originalgetreu durch eine örtliche Baufirma neu aufgebaut.

## Fresko Apokalyptische Reiter

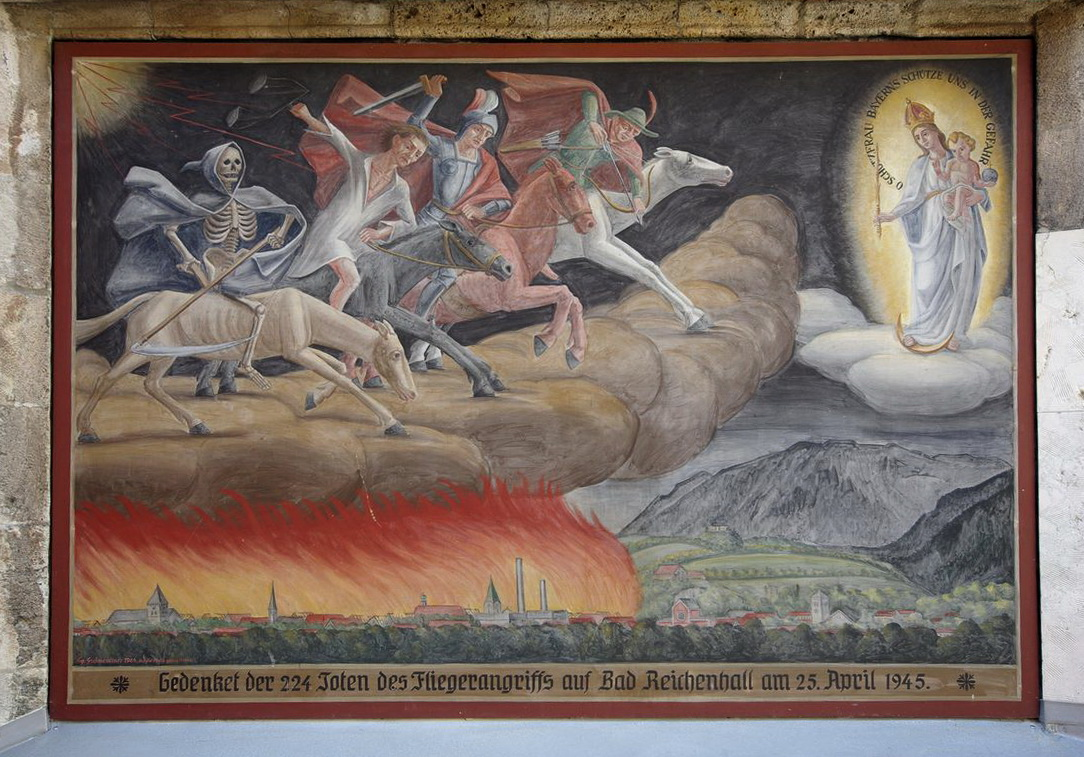
Fresko „Apokalyptische Reiter“

Außen an der Ostseite der Kirche am Ägidiplatz befindet sich ein großes Fresko des bekannten Bad Reichenhaller Kirchenmalers Georg Gschwendtner von 1964: „Apokalyptische Reiter toben über der Tallandschaft (gemäß der Offenbarung des Johannes sinnbildlich stehend für Tod, Pest, Krieg und Hungersnot) und bringen der Stadt Tod und Verderben.“ Das Gemälde soll an den Luftangriff auf Bad Reichenhall am 25. April 1945 und die über 200 Toten erinnern. Anfangs waren auf dem Fresko 250 Tote angegeben, dies wurde im Laufe der Zeit auf die aktuelle Zahl von 224 Toten geändert. Über die Opferzahl gibt es unterschiedliche Aussagen. Fritz Hofmann, der in seinem Werk Die Schreckensjahre von Bad Reichenhall am ausführlichsten auf den Luftangriff eingeht und alle Opfer mit Namen, Alter, Beruf und Fundort angibt, spricht von 196 Toten, zwölf Vermissten und zwölf Opfern, die nicht identifiziert werden konnten. Dr. Herbert Pfisterer nennt in Bad Reichenhall in seiner bayerischen Geschichte „rund 200“ Tote, Johannes Lang erhöht die Zahl in Geschichte von Bad Reichenhall auf „mindestens 215“.